# Эдгива Кентская
Эдгива Кентская (Эдгифа, др.-англ. Eadgifu; не позднее 904 — не ранее 966) — третья жена короля англосаксов Эдуарда Старшего.

## Биография
Эдгива была дочерью Сигехельма, элдормена Кента, который погиб в битве при Хольме в 902 году. Она вышла замуж за Эдуарда примерно в 919 году и стала матерью двух сыновей, Эдмунда и Эдреда, которые позже стали королями Англии и двух дочерей, святой Эдбурхи из Уинчестера и Эдгивы. Она на много лет пережила Эдуарда и умерла во время правления своего внука Эдгара.
Согласно источником начала 960-х годов, её отец дал имение в деревне Кулинг в Кенте человеку по имени Года в качестве залога займа. Она утверждала, что её отец вернул заём и оставил землю ей, однако Года отрицал получение платежа и отказался отдавать землю. Она получила Кулинг через шесть лет после смерти своего отца, когда её друзья убедили короля Эдуарда пригрозить Годе лишить его имущества, если он не вернёт имение. Эдуард позже издал хартию, что земли Годы надлежит передать Эдгиве в качестве неустойки, но она вернула бо́льшую часть поместья Годе, хотя сохранила хартию. Через некоторое время состоялся её брак с Эдуардом. После его смерти король Этельстан потребовал, чтобы Эдгива вернула хартию Годе, возможно, потому что король был в плохих отношениях со своей мачехой.
Она покинула двор во время правления своего пасынка короля Этельстана, но имела большое влияние во время правления двух её сыновей, будучи вдовствующей королевой. Её положение, по-видимому, было значительно выше, чем у жены короля. В кентской хартии, датированной между 942 и 944 годами, её невестка Эльфгифу Шафтсберийская указана как наложница короля; её имя стоит рядом с именами элдорменов и епископов. Для сравнения, имя Эдгивы находится значительно выше в списке людей, засвидетельствовавших хартию, сразу после её сыновей Эдмунда и Эдреда, но перед архиепископами и епископами.
После смерти её младшего сына Эдреда в 955 году она была лишена своих земель своим старшим внуком, королём Эдвигом, возможно, потому, что она поддержала его младшего брата Эдгара в притязаниях на престол. Когда Эдгар стал королём после смерти Эдвига в 959 году, она вернула себе некоторые земли и получила щедрые подарки от своего внука, однако больше никогда не получила высокого положения при дворе. В последний раз она засвидетельствовала хартию в 966 году.
Она была известна как покровительница церковников и благодетельница церквей.
В браке с Эдуардом Старшим у Эдгивы родились две дочери и два сына: Эдгива, Эдбурха, Эдмунд I и Эдред.